# Agostino Mollo
Agostino Mollo (... – 1648) è stato un avvocato penalista italiano.
Fu uno dei principali avvocati del regno e della città di Napoli. Coinvolto nella rivolta di Masaniello, fece parte di quel segmento del ceto civile che non aveva rotto tutti i ponti con gli spagnoli.
Aveva difeso il Conte di Conversano contro l'ordine del viceré, recandosi in Spagna per difenderlo, dove aveva agito così vigorosamente con il re e il suo consiglio, da ottenere la libertà.

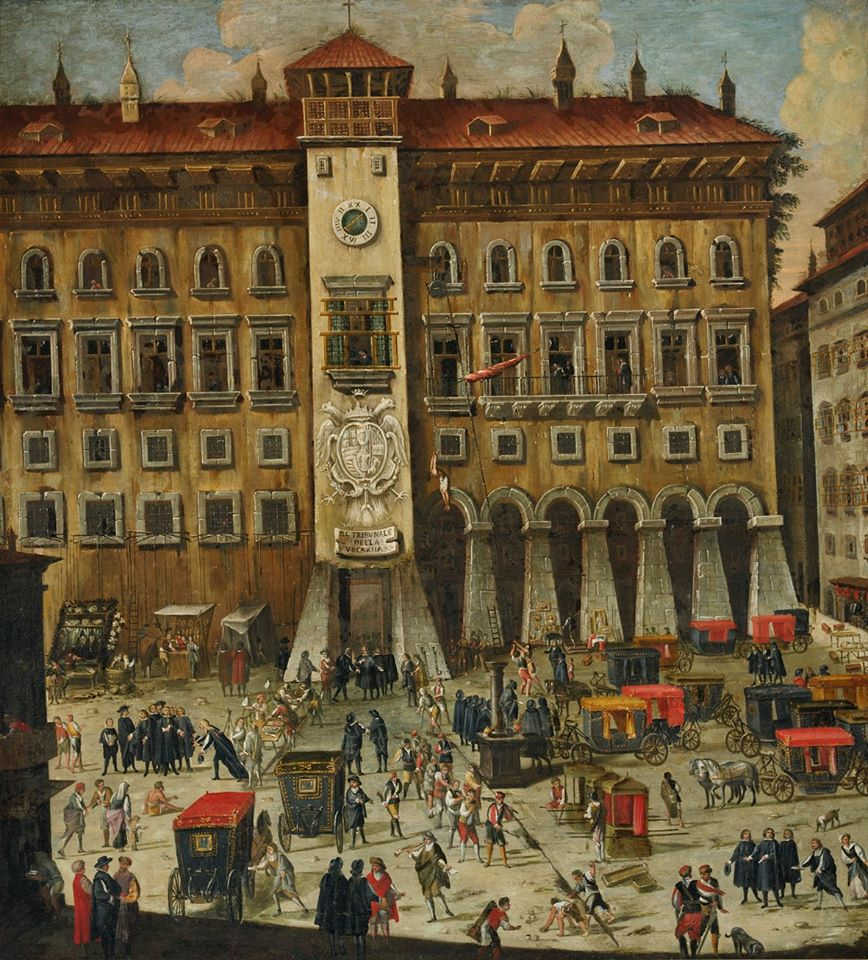
Tribunale della Vicaria.

Fra il 1639-40 seguì un celebre processo con un altro avvocato Pietro Caravita come difensori di Vincenzo de' Monti, marchese d'Acaja, accusato di tramare contro il viceré del Regno di Napoli con i francesi da Roma; arrestato a Roma e condotto a Castelnuovo, fu subito istruito un processo finito con la condanna a morte con decapitazione in piazza del Mercato dell'imputato nel gennaio 1640.
Il 14 gennaio 1648 fu nominato presidente della Vicaria criminale insieme ad Aniello Porzio nella nuova  Real Repubblica Napoletana.
Il 27 gennaio 1648 fu nominato senatore dal duca di Guisa insieme ad Gennaro Annese e Vincenzo D'Andrea per la parte del popolo, poi tre erano della nobilità.
Dopo l'arrivo degli spagnoli e la restaurazione, fu inviato da Lauro a S. Maria di Capua come Uditore di Campagna, ma poi su ordine del viceré, il conte d'Oñate Iñigo Vélez de Guevara, fu arrestato da D. Antonio Pérez Navarrete, rinchiuso nel castello di Capua e dopo pochi giorni trasferito nella fortezza di Gaeta.
A fine giugno 1648 farà la fine degli altri capipopolo condannato a morte.